# Oreoselinum galbaniferum
Oreoselinum galbaniferum är en flockblommig växtart som beskrevs av Garsault. Oreoselinum galbaniferum ingår i släktet Oreoselinum och familjen flockblommiga växter. Inga underarter finns listade i Catalogue of Life.